# Felipe Aquino
Felipe Rinaldo Queiroz de Aquino, mais conhecido como Prof. Felipe Aquino é um apologeta católico brasileiro.
É conhecido radialista e apresentador das emissoras católicas Rádio Canção Nova e TV Canção Nova. Divulga artigos e notícias no portal de internet dessas emissoras e também no site da Editora Cléofas, que publica seus livros e foi criada por sua esposa, Maria Zila. Estes órgãos de imprensa são ligados à Renovação Carismática Católica (RCC).[carece de fontes?]
Leciona História da Igreja no Instituto de Teologia Bento XVI, da Diocese de Lorena, embora não tenha formação teológica clássica.[carece de fontes?]
Escreve livros apologéticos católicos, abordando temas como namoro, casamento, família e espiritualidade. Os livros são divulgados em seus programas de rádio e televisão.[carece de fontes?]
Possui graduação em Matemática, pela Faculdade de Filosofia de Itajubá (1968-1971), Mestrado em Engenharia Mecânica, pela Faculdade de Itajubá (1972-1974), Doutorado pela Universidade Estadual Paulista Júlio de Mesquita Filho (1996-2001) e Pós-doutorado pela mesma Faculdade (2002-2003), foi diretor geral da FAENQUIL durante 20 anos.[carece de fontes?]
Em 2012 o Papa Bento XVI concedeu-lhe o título de Cavaleiro de São Gregório Magno.
Foi casado por 40 anos. É viúvo e pai de cinco filhos.

## Negacionismo da inquisição
Usando uma narrativa negacionista, anti-intelectualista e apologética no livro Para entender a Inquisição, de 2009, Aquino minimiza e nega as violências contra os direitos humanos cometidas pelo Santo Ofício durante a inquisição.

## Preconceito contra religiões afro-brasileiras
Como outros autores ligados à RCC no Brasil e em Moçambique, no livro Falsas Doutrinas, de 2010, Aquino ataca as religiões afro-brasileiras, acusando-as de demoníacas e promovendo a violência e o preconceito contra estas religiões.